# Triptognathus rubrocinctus
Triptognathus rubrocinctus är en stekelart som först beskrevs av Lucas 1849.  Triptognathus rubrocinctus ingår i släktet Triptognathus och familjen brokparasitsteklar. Inga underarter finns listade i Catalogue of Life.